# Élections municipales de 2008 à Toulouse
Pour un article plus général, voir Élections municipales françaises de 2008.
Les élections municipales de 2008 à Toulouse voient une victoire historique de la gauche qui remporte une mairie qui lui échappait depuis 37 ans.
Fief historique de la SFIO, Toulouse a en effet basculé à droite en 1971 et n'en a plus changé jusqu'en 2008.
Son candidat sortant Jean-Luc Moudenc (UMP) arrivait cependant en position défavorable à cette élection, Ségolène Royal étant arrivée en tête sur Toulouse au second tour de la présidentielle avec 57,60 % des voix, et Jean-Luc Moudenc ayant été largement battu aux législatives suivantes, recueillant seulement 45,45 % des voix au second tour.
Le 16 mars 2008, le candidat socialiste Pierre Cohen l'emporte finalement d'une courte avance avec 50,42 % des voix et 1 209 voix d'avance sur son rival Jean-Luc Moudenc.

## Candidats
Huit candidats briguent la mairie de Toulouse :
- Pierre Cohen (PS), « Toulouse à gauche tu gagnes », avec le PCF, les Verts, le PRG et le MRC,
- Thierry Dupin (PT), « pour la renationalisation d'Airbus »
- Jean-Luc Forget (MoDem), « Toulouse autrement »
- André Gallego (MoDem dissident), « 100 % pour Toulouse »,
- Myriam Martin (LCR), « Debout! », avec le CUAL[2] et les Motivés !
- Jean-Luc Moudenc (UMP), « Toulouse pour tous », avec le NC, le MPF et le CPNT, maire sortant
- François Simon (AMP[3]), « l'autre liste », avec le POc
- Sandra Torremocha (LO)

### Pierre Cohen (PS)

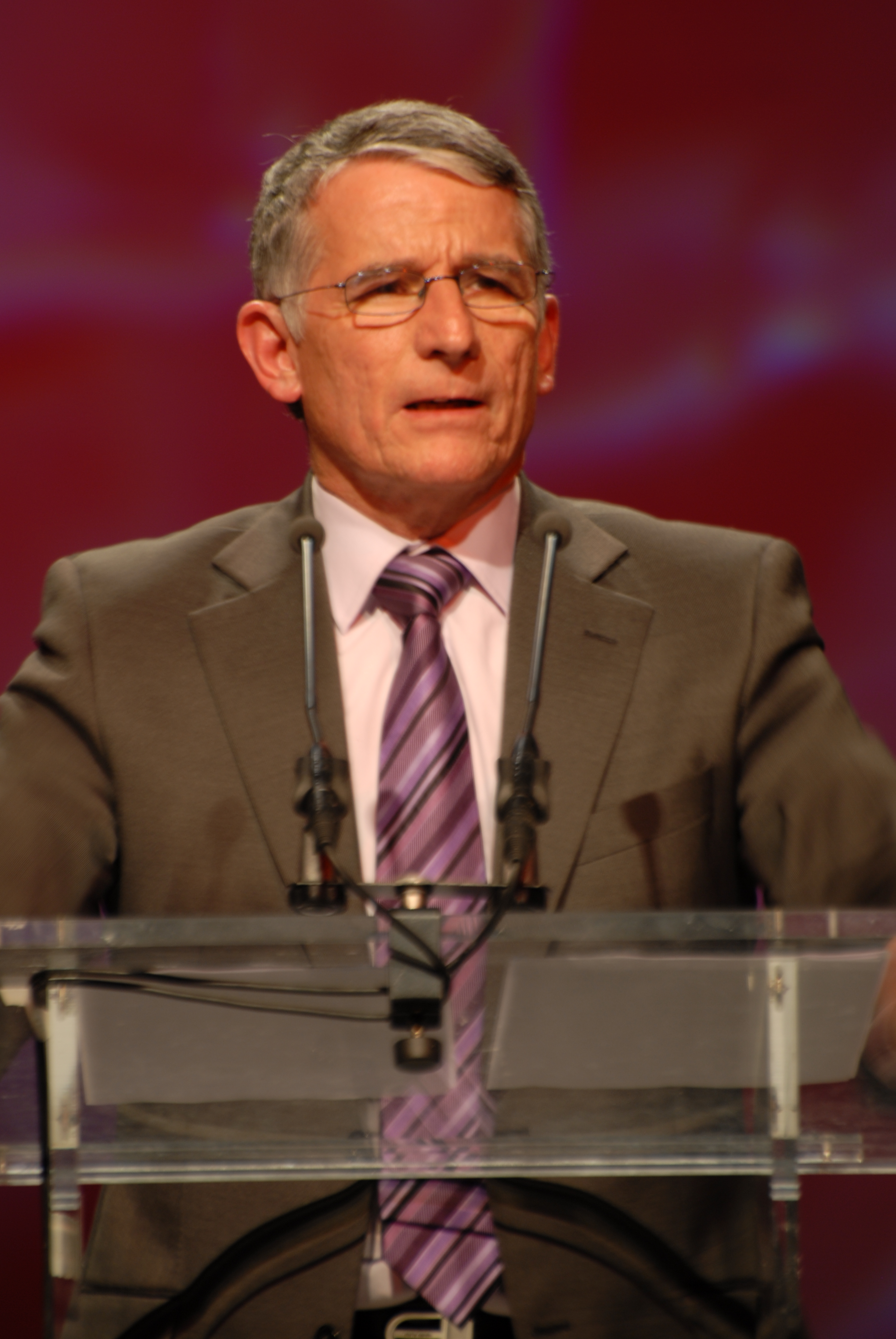
Pierre Cohen en meeting à Toulouse

Longtemps pressenti comme favori du parti socialiste, Martin Malvy a annoncé le 20 septembre 2007 qu'il ne serait pas candidat, préférant se consacrer à la présidence du conseil régional.
C'est finalement Pierre Cohen, alors maire de Ramonville qui est désigné le 12 octobre 2007 comme candidat par les militants du PS.
Pierre Cohen conduira dès le premier tour une liste d'union entre le PS, le PCF, les Verts, le PRG et le MRC, ainsi que des « personnalités de la société civile » comme Daniel Benyahia, membre du MEDEF, en troisième position sur la liste ou Magyd Cherfi, ancien membre des Motivés ! en position non-éligible. Ce dernier a tenté d'appeler à l'unité de la gauche dès le premier tour, après que les Motivé-e-s eurent choisi, malgré un score de 12,49 % aux dernières municipales, de ne pas reconduire de liste autonome. Son engagement avec le PS est cependant dénoncé par les Motivé-e-s dans une lettre ouverte à son encontre intitulée « Magyd, ton choix n’est pas le nôtre ».
La liste définitive est composée de 36 candidats PS (52 %), 11 Verts (16 %), 9 PCF (13 %), 4 PRG (5,7 %), 2 MRC (2,8 %) et 5 candidats de la « société civile ».
Cette liste d'union n'aura cependant pas vu le jour sans difficultés dans certains partis comme chez les Verts où le soutien à la liste de Pierre Cohen n'a pas fait l'unanimité. Ainsi, Marie-Françoise Mendez se présentera sur la liste de Jean-Luc Moudenc alors que Pierre Labeyrie a fait le choix d'aller sur « l'autre liste » de François Simon, entraînant une procédure d'exclusion à leur encontre.

### Thierry Dupin (PT)
Le Parti des travailleurs présente sa propre liste aux élections municipales derrière Thierry Dupin, intitulée « Pour la renationalisation d'Airbus, pour la laïcité et contre les directives de l'Union européenne ».
Cette liste, soutenue par le Parti ouvrier indépendant (émanation du Parti des travailleurs), déclare être « la seule à évoquer les questions d'Airbus et de l'Europe à Toulouse ».

### Jean-Luc Forget (MoDem)

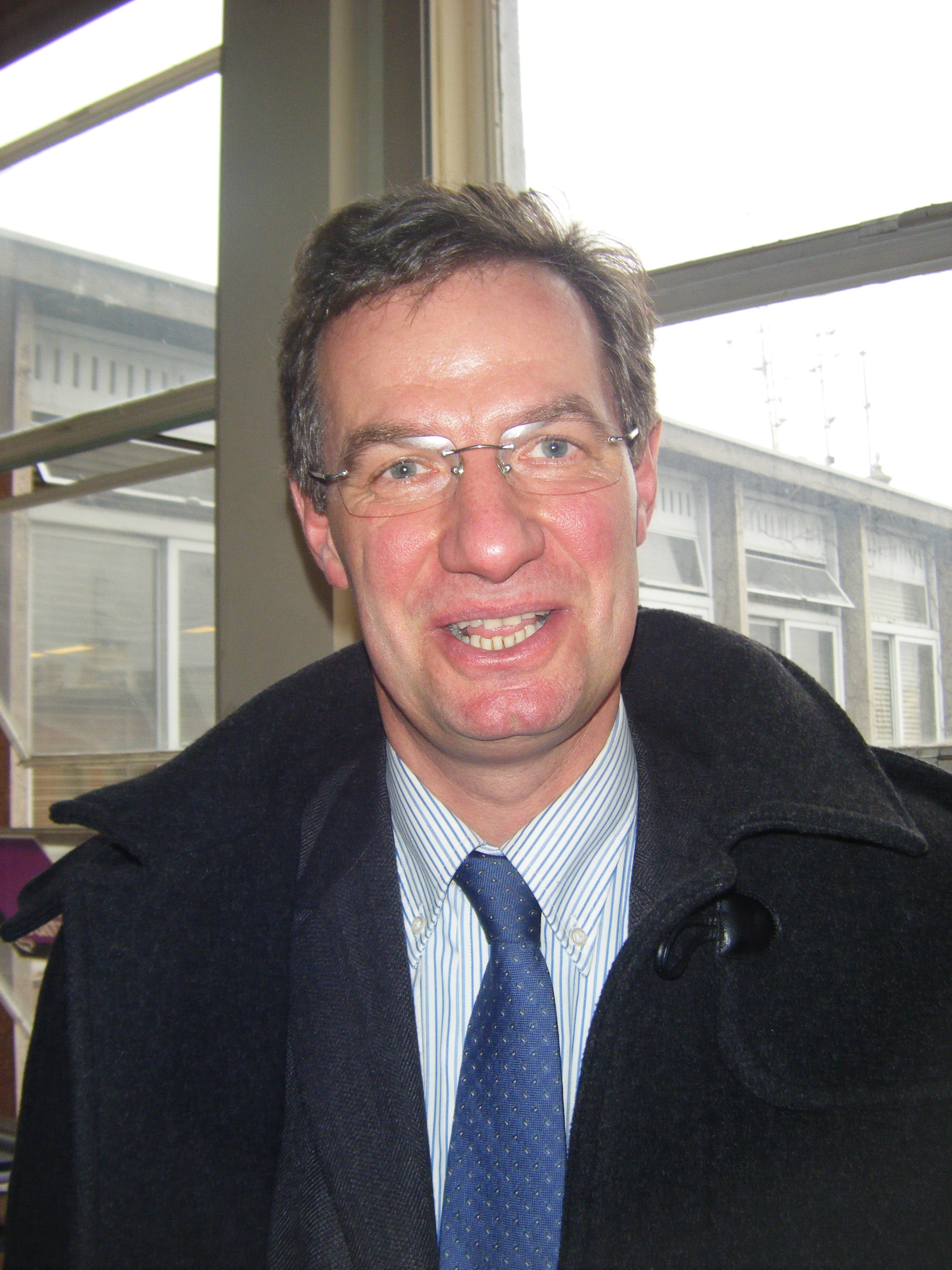
Jean-Luc Forget après le débat avec Pierre Cohen et Jean-Luc Moudenc le 1 février 2008 à l'Institut d'études politiques de Toulouse.

Investi directement par François Bayrou début décembre, non sans remous, Jean-Luc Forget mènera la liste du MoDem intitulée « Toulouse autrement » aux municipales.
Malgré les propositions de Jean-Luc Moudenc au mois d'août, puis à nouveau début janvier pour intégrer le MoDem sur sa liste (UMP), conscient qu'une candidature séparée pourrait lui nuire, Jean-Luc Forget a déclaré vouloir apporter une nouvelle offre politique en toute indépendance et liberté, tout en réfutant vouloir causer la chute de tel ou tel candidat. Il a ainsi maintenu sa volonté de présenter une liste MoDem indépendante autour de thèmes tels que l'environnement, l'urbanisme, la culture et la sécurité.
S'il explique qu'il ne « joue pas les trublions », il déclare néanmoins qu'« après 30 ans d’une même municipalité, c’est une grande lessive à laquelle aspirent les toulousains » et souhaite être à même de se maintenir au second tour pour être en position d'arbitre, pour décider qui méritera ou non son soutien.
Cette position ne fait cependant pas l'unanimité dans les rangs du MoDem, qui perd en route André Gallego (parti monter une liste indépendante), et surtout la présidente du MoDem 31, Elisabeth Husson Barnier, partie rejoindre la liste UMP de Jean-Luc Moudenc. Celle-ci est également suivie par Martine Susset (Cap21) et le conseiller régional Michel Valdiguié, ancien patron de l’UDF de Haute-Garonne.
Le départ de sa présidente n'a toutefois pas ébranlé Jean-Luc Forget qui déclare qu'il « ne constitue ni une surprise ni un événement », jugeant que celle-ci « a sacrifié ses convictions sur l’autel de son ambition ».
À la suite de son départ, Elisabeth Husson-Barnier fait l'objet d'une « suspension immédiate » du MoDem, mais pourrait également être poursuivie devant la CNIL car elle est suspectée d'avoir utilisé le fichier des adhérents MoDem de Toulouse pour le compte de Jean-Luc Moudenc, ce qu'elle dément.

### André Gallego (MoDem dissident)
Candidat à l'investiture du MoDem, André Gallego n'a pas apprécié l'investiture directe par François Bayrou de son concurrent Jean-Luc Forget, et a donc décidé de présenter sa propre liste « 100 % pour Toulouse », sous l'étiquette « humaniste ».
Tout en déclarant n'être le « concurrent de personne », il annonce viser « bien mieux » que les 9,41 % récoltés sous les couleurs du MoDem aux dernières législatives sur la 4e circonscription.
Il a publié un livre « Un Grenelle pour Toulouse », où il présente son programme axé sur des thèmes comme la propreté, la citoyenneté ou les quartiers. Mustapha Benzitouni, vice-président de l'association Agora et impliqué dans la vie sociale des quartiers, le secondera sur la liste.

### Myriam Martin (LCR)
À gauche du PS, un appel à un rassemblement de la gauche antilibérale avait été lancé dans le but de constituer une liste unitaire rassemblant l'Alternative Midi-Pyrénées (AMP), la LCR, Lutte ouvrière, les Motivés !, le PCF et le Partit occitan. Les bases d'une telle candidature unitaire ont été posées par les collectifs antilibéraux et la LCR le 20 décembre 2007, rejoints par la suite par les Motivé-e-s, qui expliquent vouloir rassembler ceux « qui veulent se réapproprier les choix qui les concernent » dans un rassemblement de « la gauche qui ne renonce pas », tout en apportant leurs sept ans d'expérience au conseil municipal.
Cette liste unitaire intitulée « Debout! » regroupe donc finalement la LCR, les antilibéraux et les Motivés ! autour de la porte-parole de la LCR31, Myriam Martin, et a été lancée le 17 janvier 2008 lors d'une réunion publique regroupant ces trois composantes. Elle annonce vouloir replacer le social et l'humain au centre de la vie, en s'appuyant sur des collectifs, dans tous les quartiers de la ville, et pose comme préalable le refus de toute cogestion avec l'équipe PS de Pierre Cohen, sujet de désaccord majeur avec l'« autre liste » de François Simon.
Myriam Martin explique ainsi que s'il existe des éléments de convergence entre leurs programmes respectifs, le problème est que « François Simon se dit prêt à faire alliance avec les sociaux libéraux du Parti socialiste. Nous pas ! ». Les éventuels élus de « Debout! » garderont donc toute indépendance de vote et de proposition à l'intérieur du conseil municipal, sans solidarité de gestion avec le PS, afin de garder comme priorité leur programme d'« urgence sociale ».
Initialement annoncés sur la liste de François Simon, les Alternatifs 31 ont finalement rallié la liste « Debout! » afin d'éviter « la multiplicité des candidatures à la gauche du PS », tout en espérant être suivis par François Simon.

### Jean-Luc Moudenc (UMP)

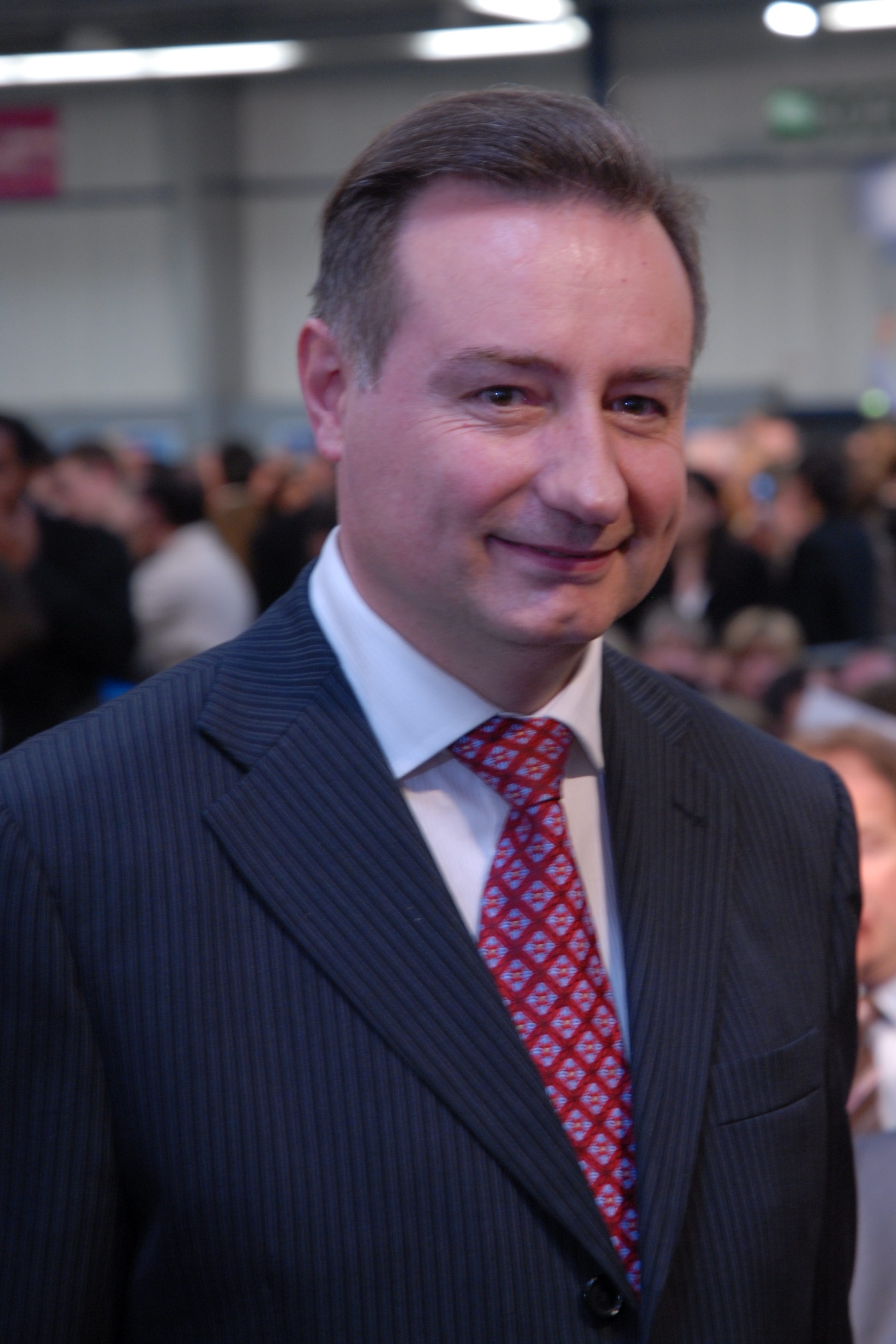
Jean-Luc Moudenc à un meeting de Nicolas Sarkozy en avril 2007

Maire de Toulouse élu en 2001 et démissionnaire après avoir été nommé ministre de la santé le 30 mars 2004, Philippe Douste-Blazy a finalement renoncé à tenter de reprendre le poste de maire, laissant le champ libre à l'actuel maire Jean-Luc Moudenc et à l'ancien ministre et ancien président du CSA Dominique Baudis qui était maire de Toulouse de 1983 à 2001. Mais c'est finalement sans surprise que Jean-Luc Moudenc a été désigné par l'UMP comme tête de liste aux municipales de 2008, sans le soutien de Philippe Douste-Blazy, mais avec celui de Dominique Baudis. 
Pour sa liste « Toulouse pour tous », il tente non sans difficultés d'appliquer à l'échelle toulousaine la stratégie sarkoziste d'« ouverture » vers les personnalités de gauche,,, réussissant à débaucher l'ex-Verte Marie-Françoise Mendez, ainsi qu'Yvette Benayoun-Nakache et Robert Gély, conseillers municipaux d'opposition PS, provoquant l'ire de leurs anciens camarades. Robert Gély explique son départ « Ce que j'ai apprécié chez Moudenc, c'est sa volonté de pratiquer l'ouverture d'emblée, dès la définition de son programme à laquelle je participe. Et en cas de succès, je suis assuré d'occuper un poste d'adjoint. » tout en précisant qu'il ne renie pas ses convictions et que sa référence personnelle reste toujours François Mitterrand.
Sont également sur sa liste en position éligible, de hauts dirigeants industriels comme Henri Brochet, directeur général adjoint de Thales Alenia Space, et Guy Weissembacher, ancien directeur du chantier AéroConstellation, aujourd'hui chez Latécoère.
Du côté des « people » enfin, le rugbyman du Stade toulousain Fabien Pelous et son président René Bouscatel devraient faire partie de la liste,.
Mais Jean-Luc Moudenc essuie aussi des refus, comme celui par exemple de l'ancien adversaire de Dominique Baudis aux municipales de 1989 et 1995 Jacques Lévy (PS), un temps pressenti, qui déclare à ce sujet : « J'ignore si Jean-Luc Moudenc conçoit l'ouverture comme un véritable principe politique ou comme un gadget », tout en ajoutant cependant « Une véritable ouverture ne se fait pas à trois ou quatre, en dépit de la sincérité de Jean-Luc Moudenc. Si j’avais acquis la certitude qu’il pourrait mettre en œuvre sa politique d’ouverture, je l’aurais rejoint moi aussi... ».
Parmi les déçus de son propre camp, il perd également l'ancien délégué régional de GayLib, Thierry Montet, qui choisit de rejoindre Pierre Cohen après avoir déchiré sa carte de l'UMP, ulcéré par la présidence « bling bling » de Nicolas Sarkozy (pour qui il avait fait campagne en 2007) et atterré par l'« ouverture gadget » de Jean-Luc Moudenc. Il déclare ainsi : « Je ne me retrouve plus dans la politique du business, des courtisans et des opportunistes. L'UMP défend une politique élitiste. Aujourd'hui le Capitole c'est l'UMP et même beaucoup plus que sous Douste-Blazy. » Le président de l'UMP31, Christian Raynal, a qualifié sa réaction d'« excessive ».
Le 15 janvier 2008, Jean-Luc Moudenc lance sa campagne avec un premier meeting sous forme d'un grand « show à l'américaine » qui aurait attiré entre 1 300 et 2 000 personnes selon les sources,, qui parlent d'une sortie réussie.

### François Simon (AMP)
L'ex-PS François Simon, candidat du PS en 2001 (battu au second tour), a annoncé le 7 décembre 2007 qu'il se présentait cette fois-ci indépendamment avec l'AMP en tête d'une liste de « gauche alternative » appelée « l'Autre liste » qui se veut selon ses termes, « altermondialiste, écologiste et citoyenne ».
Sa liste devrait aussi rassembler le Partit occitan et différentes individualités : quatre autres ex-PS, le Vert Pierre Labeyrie, ainsi que l'ex-Motivés ! Michel Demars en position non éligible. Elle annonce viser un score entre 10 et 15 %, qui lui permettrait d'être en position de force pour imposer à Pierre Cohen une « liste d'union des gauches » au second tour.
François Simon ouvre officiellement sa campagne le 23 janvier 2008 avec une première réunion publique, présentant ses cinq grands axes de campagne : urgences sociales, lutte contre les discriminations, cadre de vie et urgence écologique, démocratie citoyenne, renaissance culturelle. Il annonce vouloir mener sa campagne à l'économie, que ce soit dans le choix du local ou dans la manière de mener campagne, sans tracts ni affiches. 
Avec 60 000 €, son budget de campagne est cependant le quatrième plus gros de tous les candidats.

### Sandra Torremocha (LO)
Lutte ouvrière a refusé toute alliance avec la liste conduite par la candidate LCR Myriam Martin conformément à sa position nationale, mais n'a pas pu obtenir d'accord avec le PS de Pierre Cohen, qui a refusé de faire liste commune.
Elle présente donc sa propre liste derrière Sandra Torremocha pour mener campagne sur le « pouvoir d'achat des classes laborieuses » et n'a pas encore déterminé de stratégie pour le second tour.
Ses principaux thèmes de campagne sont proches de ceux des autres listes de gauche avec notamment la gratuité des transports en commun, les logements sociaux, la remunicipalisation de l'eau ou « l'équipement des quartiers populaires plutôt que des quartiers bourgeois ».

### L'abandon du FN
Après avoir initialement déclaré que son parti n'était pas contre une alliance avec l'UMP, puis avoir annoncé que Philippe Riey, conseiller régional FN, mènerait finalement une liste FN indépendante sur Toulouse, le Front national a finalement renoncé aux municipales à Toulouse. 
Ce retrait serait officiellement dû à des désistements sur sa liste, mais les mauvais sondages (liste créditée de 3 %) et la perspective de voir la campagne non remboursée ont pu également peser dans cette décision.
Philippe Riey avait auparavant annoncé pour objectif de faire « au moins le score de Le Pen, qui était de 6,80 % » à la présidentielle, tout en admettant évoluer en terrain défavorable, voire en « terre de mission », dans une région qui aurait été selon lui influencée par l'arrivée de combattants « anarchistes et violents » fuyant l'Espagne de Franco. 
Il comptait défendre ses thèmes habituels : sécurité et immigration demandant une police municipale « musclée » et accusant le maire sortant d'avoir « offert le terrain pour une mosquée ». 
Considérant que c'est « Rose bonnet contre bonnet rose » entre Pierre Cohen et Jean-Luc Moudenc, il reconnaissait cependant un respect mutuel avec ce dernier et avouait espérer un accord pour le second tour.
L'extrême droite est donc la grande absente de cette élection municipale, puisque ni le FN, ni le MNR ne présentent de liste, contrairement à 2001. Cette absence est jugée "suspecte" par Lionel Jospin

## Évolution des sondages

### Premier tour
| Candidat           | 25 janvier 2008 | 6 février 2008 | 18 février 2008 | 1er mars 2008 | 3 mars 2008 |
| ------------------ | --------------- | -------------- | --------------- | ------------- | ----------- |
| Pierre Cohen       | 39 %            | 37 %           | 36 %            | 40 %          | 41 %        |
| Thierry Dupin      | -               | -              | 1 %             | 2 %           | 1 %         |
| Jean-Luc Forget    | 5 %             | 8 %            | 7 %             | 8 %           | 5 %         |
| André Gallego      | -               | -              | 1 %             | 3 %           | 1 %         |
| Myriam Martin      | 4 %             | 4 %            | 4 %             | 3,5 %         | 5 %         |
| Jean-Luc Moudenc   | 43 %            | 41 %           | 41 %            | 37 %          | 43 %        |
| Philippe Riey      | 4 %             | 2 %            | 3 %             | -             | -           |
| François Simon     | 5 %             | 6 %            | 6 %             | 5,5 %         | 3,5 %       |
| Sandra Torremocha  | -               | 2 %            | 1 %             | 1 %           | 0,5 %       |
| Ne se prononce pas | 8 %             | 15 %           | 8 %             | ?             | 12 %        |

### Second tour
| Candidat           | 25 janvier 2008 | 6 février 2008 | 18 février 2008 | 1er mars 2008 | 3 mars 2008 |
| ------------------ | --------------- | -------------- | --------------- | ------------- | ----------- |
| Pierre Cohen       | 50 %            | 52 %           | 51 %            | 52 %          | 53 %        |
| Jean-Luc Moudenc   | 50 %            | 48 %           | 49 %            | 48 %          | 47 %        |
| Ne se prononce pas | 9 %             | 12 %           | 14 %            | ?             | 12 %        |

## Budgets de campagne
Les budgets prévisionnels de la campagne varient dans un rapport de 1 à 50 entre Thierry Dupin et Sandra Torremocha d'un côté (8 000€) et le maire sortant Jean-Luc Moudenc de l'autre (440 000€) :
| Candidat          | Budget prévisionnel |
| ----------------- | ------------------- |
| Jean-Luc Moudenc  | 440 000€            |
| Pierre Cohen      | 380 000€            |
| Jean-Luc Forget   | 140 000€            |
| François Simon    | 60 000€             |
| Myriam Martin     | 30 000€             |
| André Gallego     | 20 000€             |
| Sandra Torremocha | 8 000€              |
| Thierry Dupin     | 8 000€              |

## Déroulement de la campagne
Lors de la précampagne, une polémique nait en décembre 2007 sur la distribution anticipée par la mairie de subventions aux associations et des engagements sur de nouveaux programmes de construction engageant la mairie sur les années à venir.
Pierre Cohen accuse alors Jean-Luc Moudenc d'avoir une attitude politique « inadmissible » et « outrancière ». La campagne dans sa première partie oppose un maire qui tente de marquer par de nombreux projets locaux en s'affirmant comme le candidat de "tous les Toulousains", s'appuyant sur Dominique Baudis et un socialiste qui, soutenu par les tenors nationaux (Lionel Jospin, François Hollande, Ségolène Royal de meeting en meeting porte la volonté de réveiller Toulouse en la rendant aux Toulousains, par un processus politique d'union de la gauche qui permettrait une "victoire historique de la gauche après 37 ans de droite". 
Les résultats du premier tour après une campagne de terrain importante des principaux candidats laissent entrevoir un second tour serré. Pierre COhen refuse la fusion technique demandée par la liste constituée autour de la LCR qui a juste dépassé les 5 % nécessaire. Il propose un poste à F Simon dont la liste a aussi dépassé les 5 %. Mais F Simon considère que c'est insuffisant. La fusion à Gauche n'a pas lieu. P Cohen reçoit aussi Forget, mais, comme il l'avait annoncé, il ne fusionne pas non plus avec le MoDem. Dans une certaine confusion avec ses colistiers, J-L Forget trouve un accord avec J-L Moudenc. Les sondages confirment toutefois que Pierre Cohen semble rester devant pendant la fin de la campagne qui s'était tendue sur le terrain.

## Résultats

### Premier tour
|                | Nombre  | % Inscrits | % Votants |
| -------------- | ------- | ---------- | --------- |
| Inscrits       | 242 961 | -          | -         |
| Abstentions    | 105 678 | 43,50 %    | -         |
| Votants        | 137 283 | 56,50 %    | -         |
| Blancs ou nuls | 2 766   | 1,14 %     | 2,01 %    |
| Exprimés       | 134 517 | 55,37 %    | 97,99 %   |

| Parti | Parti       | Candidat          | Voix   | % Exprimés |
| ----- | ----------- | ----------------- | ------ | ---------- |
|       | UMP         | Jean-Luc Moudenc  | 57 303 | 42,60 %    |
|       | PS          | Pierre Cohen      | 52 455 | 39,00 %    |
|       | MoDem       | Jean-Luc Forget   | 7 936  | 5,90 %     |
|       | AMP         | François Simon    | 7 293  | 5,42 %     |
|       | LCR         | Myriam Martin     | 6 817  | 5,07 %     |
|       | MoDem diss. | André Gallego     | 1 155  | 0,86 %     |
|       | LO          | Sandra Torremocha | 1 112  | 0,83 %     |
|       | PT          | Thierry Dupin     | 446    | 0,33 %     |

### Deuxième tour
|                | Nombre  | % Inscrits | % Votants |
| -------------- | ------- | ---------- | --------- |
| Inscrits       | 242 961 | -          | -         |
| Abstentions    | 93 616  | 38,53 %    | -         |
| Votants        | 149 345 | 61,47 %    | -         |
| Blancs ou nuls | 3 726   | 1,53 %     | 2,49 %    |
| Exprimés       | 145 619 | 59,94 %    | 97,51 %   |

| Parti | Parti | Candidat         | Voix   | % Exprimés | Nombre de sièges |
| ----- | ----- | ---------------- | ------ | ---------- | ---------------- |
|       | PS    | Pierre Cohen     | 73 414 | 50,42 %    | 52               |
|       | UMP   | Jean-Luc Moudenc | 72 205 | 49,58 %    | 17               |

## Conseil municipal de 2008

### Liste Cohen (PS, Les Verts, PCF, PRG, MRC)
| Étiquette | Nombre de sièges |
| --------- | ---------------- |
| PS        | 25               |
| Les Verts | 9                |
| PCF       | 7                |
| PRG       | 4                |
| Aucune    | 4                |
| MRC       | 2                |

Le maire
- Pierre Cohen (PS)

Les adjoints au maire
- Nicole Belloubet (PS)
- Jean-Marc Barés (PCF)
- Alexandre Marciel (PRG)
- Jean-Michel Fabre (PS)
- Martine Croquette (PCF)
- Claude Touchefeu (PS)
- Jean-Charles Valadier (Les Verts)
- Nicole Dedebat (Les Verts)
- Joël Carreiras (PS)
- Gisèle Verniol (PS)
- Sonia Ruiz (Les Verts)
- Monique Durrieu (PCF)
- Bernard Marquié (PCF)
- Anne Crayssac (PS)
- Nicolas Tissot (PS)
- Isabelle Hardy (DVG)
- François Briançon (PS)
- Jean-Pierre Havrin (DVG)
- Jean-Paul Makengo (PS)
- Régis Godec (Les Verts)
- Catherine Guien (PS)
- Elisabeth Belaubre (Les Verts)
- Daniel Benyahia (DVG)
- Régine Lange (DVG)
- Thierry Cotelle (MRC)
- Cécile Ramos (PRG)

Les conseillers municipaux délégués
- Madeleine Dupuis (PS)
- Étienne Morin (PS)
- Dominique Py (PS)
- Olga Gonzalez-Tricheux (MRC)
- Danielle Charles (Les Verts)
- Maryse Jardin-Ladam (PRG)
- Jean-Paul Pla (PCF)
- Mama Hammou-Mohammed (PS)
- Zohra Zina Raggoua (PS)
- Henri Matéos (PS)
- Saliha Mimar (PS)
- Kader Arif (PS)
- Christine Courade (PS)
- Vincentella De Comarmond (PS)
- Bruno Amiel (PRG)
- Jean-Christophe Sellin (PS)
- Pierre Lacaze (PCF)
- Philippe Goirand (Les Verts)
- Stéphane Carassou (PS)
- Erwane Monthubert (PS)
- Chloé Rigail (PCF)
- Antoine Maurice (Les Verts)
- Romain Cujives (PS)
- Michel Pech (PS)

### Alliance Moudenc (UMP, NC, MPF, CPNT, Modem)
| Étiquette    | Nombre de sièges |
| ------------ | ---------------- |
| UMP          | 7                |
| Aucune (DVD) | 5                |
| ex-PS        | 1                |
| NC           | 1                |
| Modem        | 3                |

Les conseillers municipaux
Liste Moudenc (UMP, NC)
- Jean-Luc Moudenc (UMP)
- Marie-Françoise Mendez (DVD, dit écologiste)
- Florence Baudis (DVD)
- Christian Raynal (UMP)
- Yvette Benayoun-Nakache (ex-PS)
- René Bouscatel (DVD)
- Serge Didier (NC)
- François Chollet (UMP)
- Danièle Damin (UMP)
- Marie Dequé (UMP)
- Roger Atsarias (UMP)
- Chantal Dounot-Sobraques (UMP)
- Élisabeth Toutut-Picard (DVD)
- Djillali Lahiani (DVD)

Liste Jean-Luc Forget (Modem)
- Jean-Luc Forget (Modem)
- Malika Aradj (Divers, liste Modem)
- Jean-Luc Lagleize (Modem)